# 魔法のiらんど
魔法のiらんど（まほうのあいらんど）は、KADOKAWA アスキー・メディアワークス（AMW）の社内ブランド及び同社が運営している小説投稿サイト。システム開発ははてなが担当していた。以前は小説投稿以外のサービスも提供していた。
2025年3月31日に単独のサービス終了し、翌4月1日に「カクヨム」と統合した。

## 沿革
- 1989年 - 株式会社ティー・オー・エス (TOS) 設立。
- 1999年 - 無料ホームページ作成サービス「魔法のiらんど」をリリース。当時はiモードとインターネット向けであった。
- 2001年 - iモード向け着メロ配信サイト「魔法のメロらんど」開始。
- 2003年 - ネット上の監視体制強化のために三重県の株式会社インテグラルを子会社化。
- 2004年 - マイクロソフトと提携し、MSNスペース（現 Windows Live スペース）を開始。
- 2006年
  - 4月25日 - 社名を「株式会社魔法のiらんど」に変更し、システムソリューション事業本部を「株式会社ティー・オー・エス」として新設分割。
  - 6月12日 - 株式会社メディアワークス（現合併存続法人 KADOKAWA）との業務提携・魔法のiらんど文庫を2007年秋に創刊することを発表。
  - 8月21日 - 株式会社ドワンゴと業務・資本提携[1]。
  - 10月13日 - 株式会社ドワンゴと共に株式会社スカイスクレイパー（後の株式会社スマイルエッジ）を設立。
- 2007年
  - 1月 - 子会社の株式会社ティー・オー・エスをNTTデータに売却し、NTTデータクイック（現合併存続法人 NTTデータビジネスシステムズ）と吸収合併[2]。
  - 7月5日ごろ - 「魔法のiらんど」データサーバーへの不正アクセスに遭い、閲覧者がトロイの木馬に感染するよう改竄された。このため、7月8日午前10時より緊急メンテナンスが行われ、7月17日午後2時頃、約196時間ぶりにサービスを再開し、不正アプリケーションの配布が行われていたことを認める声明文を各ページに掲載した。
  - 10月25日 - 株式会社メディアワークスが魔法のiらんど文庫を創刊。
  - 11月3日 - 映画『恋空』公開。
- 2008年12月 - アスミック・エース エンタテインメント株式会社と提携し、ビデオレーベル「魔法のiらんどDVD」からケータイドラマ『teddy bear』と『幼なじみ』をリリース。
- 2010年3月4日 - 株式会社アスキー・メディアワークスが発行済み株式の70%（後に100%）を取得し、親会社となる。
- 2011年1月1日 - 株式会社アスキー・メディアワークスに吸収合併され解散、同社のブランドとなる。
- 2013年10月1日 - 株式会社アスキー・メディアワークスが株式会社KADOKAWAに吸収合併され、魔法のiらんどはKADOKAWAのブランドとなる。
- 2020年
  - 3月15日 - ホームページ、ブログ、画像倉庫、アルバム、掲示板、プロフィール、編集局（メールマガジン）、投票アンケート、私書箱、禁止語句[3]（魔法のiらんどNOVEL内での投稿に関する著者プロフィールとブログのサービスとは別）の更新停止。
  - 3月31日 - 3月15日に更新停止した機能の全てがサービス提供を終了、他に、フィーチャーフォンでのサービス提供を終了[4][5]。
  - 4月1日 - 小説投稿に特化したサービスとして大幅リニューアル[6]。
- 2024年9月26日 - カクヨムへの合併予定が発表され、同サービスへの移行措置としてバックアップ機能の提供を開始。カクヨムには「魔法のiらんど」ジャンルが新設される[7]。
- 2025年3月31日 - 単独でのサービス運営を終了（カクヨムの1ジャンルとしては運営継続）[7]。25年の歴史に幕。

## サービス
「魔法のiらんど」はホームページ作成サービスとして、フィーチャーフォン向けから始まり、パソコンやスマートフォンでも利用可能だった。サイトでの小説の投稿・閲覧の機能は「BOOK」と呼ばれ、投稿から生まれた作品が書籍化されるようになってケータイ小説のニーズが高まると、サイト内で小説投稿用に「魔法の図書館」をオープンさせ、後に名称変更で「魔法のiらんどNOVEL」として運営されていた。2020年4月1日のリニューアルによりホームページ作成サービスは終了し、「BOOK」機能と小説投稿の「魔法のiらんどNOVEL」は統合された。

### 終了したサービス
- 写ぷり☆めんと - EZWeb向け画像コミュニティサービス[9]。魔法のカメらんどから名称変更。
- 魔法のデコらんど - PC向けアバターコミュニティサービス[10]
- 魔法ショップ - 携帯向けショッピングサイト
- 魔法TV - 携帯電話向けのドラマ動画配信サービス[11]。配信作品は、ビデオレーベル「魔法のiらんどDVD」からリリースされている[12]。
- 魔法スクール - 進学情報サービス[13]
- アイドルファーム -  EZWeb向けアイドル応援サービス。
- 魔法のiらんど（うた） - 着うた配信サービス。魔法のメロらんどから名称変更。
- 魔法の洋楽 - 着うた配信サービス。
- 魔法のアニメスタジオ - 着うた・ムービー配信サービス[14]。
- 魔法の図書館プラス[15] - 「魔法の図書館」のサービスを拡充した電子書籍サービス[16]。
- 魔法のiらんどゲーム - iモード向けゲームサイト[17]。
- チアらんど - 「魔法のiらんど」内チアリーディングコミュニティーサイト。チア情報満載。
- 魔法のiらんどclub - メイクやファッション、エンタメなど興味のある活動に参加できる参加型会員サービス。
- iクラBLOG - 魔法のiらんどclubメンバーズ向けサービス。
- アイポリス - 「魔法のiらんど」内のHPの監視サービス。
- 魔法のiらんどMAGAZINE - 女の子のための情報サイト。「魔法のiらんど」の小説投稿に特化させるためのリニューアルに伴い終了。
- 魔法のiらんどNOVEL - 旧名「魔法の図書館」で小説投稿に重点を置いたサービス。「魔法のiらんど」の小説投稿に特化させるためのリニューアルにより統合。

#### 日記・ブログ機能
1999年12月17日、「魔法のiらんど」内に「日記オブジェクト」（「日記」）が追加され、2000年3月4日に日記のプリントサービスが開始された。
2001年7月17日には「交換日記」機能が追加され、2004年4月1日には「日記」などに「ランキング」機能が追加された。
2004年8月10日、マイクロソフトとの共同運営により「MSN Spaces」が開始された。2004年9月末、「日記プリント」サービスが終了となった。
2005年11月9日、画像のアップロードが可能な「新☆画像にっき」が追加され、2005年11月22日、TOSは前述の「MSN Spaces」の運営を離脱した。次いで2006年9月7日には複数の記事を書くことのできる「ブログ」機能が追加され、同日には旧来の「日記」機能が終了し、｢新☆画像にっき｣も「日記」への改名が行われた。2006年9月21日には「日記」から「ブログ」へのデータ移行が開始された。
その後、「ブログ」機能は長らく提供されていたが、2020年3月31日には小説への特化のためとして「ブログ」機能などが終了となった。

### 文学賞･コンテスト
2007年に、サイトの投稿小説（ケータイ小説）の文学賞「魔法のiらんど大賞」（当初はケータイ小説部門以外に別部門も存在していた）を創設。2017年まで行われ、受賞作は主に魔法のiらんど文庫から発売された。文学賞（魔法のiらんど大賞）の停止と、保有していたレーベル（魔法のiらんど文庫）が休刊すると、以前と比べて社内ブランド（魔法のiらんど）から書籍化することに力を入れることはなくなったものの、現在も投稿された小説の書籍化は継続、特にコミカライズを積極的に行っている。また、KADOKAWAの他の投稿サイトやレーベルとの合同でのコンテストの投稿媒体としては稼働していて、2020年の大幅リニューアル後もこの傾向は引き継がれた。リニューアル後のコンテストは、基本的に投稿小説の賞として開催されているが、コミック原作やコミックそのものの募集をしている賞も存在する。

## 出版
ケータイ小説の草分けとしても知られる。以前は、紙媒体の書籍としても100万部を越すヒット作を出したこともあった。書籍化された作品は、「魔法のiらんど」内の「魔法のiらんどNOVEL」で引き続き公開されている。
メディアワークスも『魔法のiらんど文庫』を2007年に刊行し、同社発の作品を紙の書籍として刊行していた出版社の1つであった。同年に魔法のiらんど大賞を創設している。
この分野（ケータイ小説）についての記録は、プロデューサーだった伊東寿朗（別名 伊東おんせん）が多く残している。
2007年1月に双葉社と月刊漫画雑誌『月刊 COMIC魔法のiらんど』を創刊。2010年9月号休刊。単行本は「ジュールコミックス魔法のiらんど」レーベルから刊行。
双葉社とは別のコミカライズ媒体としてアスキー・メディアワークスから「魔法のiらんどCOMICS」レーベルが2011年6月から刊行されている。

## 著名な投稿作
- 天使がくれたもの
- 恋空
- 赤い糸
- クリアネス
- 携帯彼氏
- ワイルドビースト
- 激恋
- 金魚倶楽部
- Teddy bear
- 恋愛約束
- 桜龍
- お女ヤン!!
- 今日から家政婦さんっ！
- ワケあり生徒会！
- リキ ‐もう一度、君の声を聴かせて‐
- 溺愛
- Stray cat その手を取ってもいいですか?
- 可視光の夏―特攻隊と過ごした日々―（書籍化タイトル：あの花が咲く丘で、君とまた出会えたら。）

## 著作権規約
利用規約には、「一度投稿したコンテンツは、ユーザがそのコンテンツを削除した後も、また、利用目的を問わず、運営側が複製、公開、送信、頒布、譲渡、貸与、翻訳及び翻案等を行うことができる」という規定がある。このため、魔法のiらんどに投稿した内容を後になって出版しようとした場合、ユーザの意図に反して運営側にコンテンツを販売されてしまう恐れがある。
また、この際、運営側に公開中止を要求するために費用を請求される可能性すらある。また、規約には著作者人格権不行使規定が含まれるため、運営側が投稿したコンテンツの内容を改変して公表した場合、ユーザはそれに対して一切対抗できなくするというものである。
しかしこれらの規定は、厳密には著作権の譲渡を意味せず、運営にとって都合の良いことを述べているだけであり、まったくの無意味である。著作権そのものは形の上でユーザ側に残るものの、実質的には企業名の著作物を個人が作成するときに結ばれる著作権譲渡規定と極めて近い。
こういった規定は、mixiが2008年3月3日に提示し、プロの著述家やクリエイターを中心に、ユーザの激しい反対によって撤回に追い込まれた利用規約修正案と全く同じである。

## システム開発からの撤退
元々は株式会社ティー・オー・エス (TOS) として設立され、コンピュータソフトウェアの開発会社であった。
「魔法のiらんど」（サービス）のヒットによりサービスをコンシューマ向けにシフトさせ、のちにこのサービス名を社名とする。一方、創業事業であるシステム開発・サービス事業は、TOSとして2006年に分社化され、同社から切り離された（同年中にNTTデータのグループ会社に吸収合併された）。